# والینگ
والینگ (به لاتین: Waling) یک شهرداری در نپال است که در گانداکی پرادش واقع شده‌است. والینگ ۵۱٬۲۴۳ نفر جمعیت دارد.